# Збірна Португалії з баскетболу
Збірна Португалії з баскетболу (порт. Seleção Portuguesa de Basquetebol) — національна баскетбольна команда, яка представляє Португалію на міжнародній баскетбольній арені.

## Історія
Португальська федерація баскетболу була заснована в 1927 році, а збірна зіграла свій перший матч 24 травня 1931 року, програвши Франції з рахунком 9–32. У 1932 році Португалія стає співзасновником ФІБА. У 1935 році збірна провела відбіркову гру на чемпіонат Європи та поступилась іспанцям 33–12, вибувши з подальшої боротьби.
Дебютували португальці на європейському форумі в 1951 році в Парижі. Поступившись в першому турі збірній Греції 35–81. У другому турі програла Болгарії, а в третьому отримала технічну перемогу над румунами. У кваліфікаційному раунді португальці посіли останнє четверте місце в групі та відправились у плей-оф, де посіли підсумкове п'ятнадцяте місце.
Наступного разу португальці кваліфікувались на Євробаскет у 2007 році. У попередньому раунді збірна Португалії в першій грі поступилась іспанцям 56–82. Другий матч також програли цього разу хорватам, а в третій здобули перемогу над Латвією 77–67 та вийшли до наступного раунду турніру. На другому етапі португальці розпочали з поразки від росіян, потім обіграли Ізраїль 94–85. В заключному турі поступились грекам 85–67. У підсумку португальці фінішували на дев'ятій позиції.
Після пропуску кваліфікації на Євробаскет у 2009 році Португалія досягла успіху під час кваліфікації на Євробаскет 2011. Португалія потрапила до Групи А. Послідовно програвши всі п'ять матчів збірним Туреччини, Іспанії, Польщі, Великій Британії та господарям турніру литовцям, фінішувавши на останньому 24-му місці.
У 2013 та 2015 роках Португалія відверто провалила кваліфікацію. Не став винятком і кваліфікаційний відбір 2017 року. У Групі D португальці посіли останнє четверте місце.
У кваліфікаційному відборі на чемпіонат світу в 2019 році, португальці також посіли останнє місце та вибули з подальшої боротьби.
Кваліфікаційний відбір на Євробаскет 2022 також став розчаруванням для португальців. Якщо перший та другий етап збірна подалала, то на третьому в Групі H вони знову фінішували останніми пропустивши вперед швейцарців та ісландців.
Кваліфікаційний відбір на чемпіонат 2025 року португальці почали з Другого етапу Групи F, яку вони досить впевнено виграли та вийшли у кваліфікаційний раунд. У групі А кваліфікаційного раунду вони двічі поступились Ізраїлю та поділили очки із словенцями та українцями, посівши третє місце яке гарантувало їх проходження на Євробаскет 2025.

## Результати

### Виступи на чемпіонаті Європи
- 1951: 15-е місце
- 2007: 9-е місце
- 2011: 21-е місце
- 2025: кваліфік.